# Liotryphon laspeyresiae
Liotryphon laspeyresiae là một loài tò vò trong họ Ichneumonidae.